# Pieve di San Michele a Groppoli

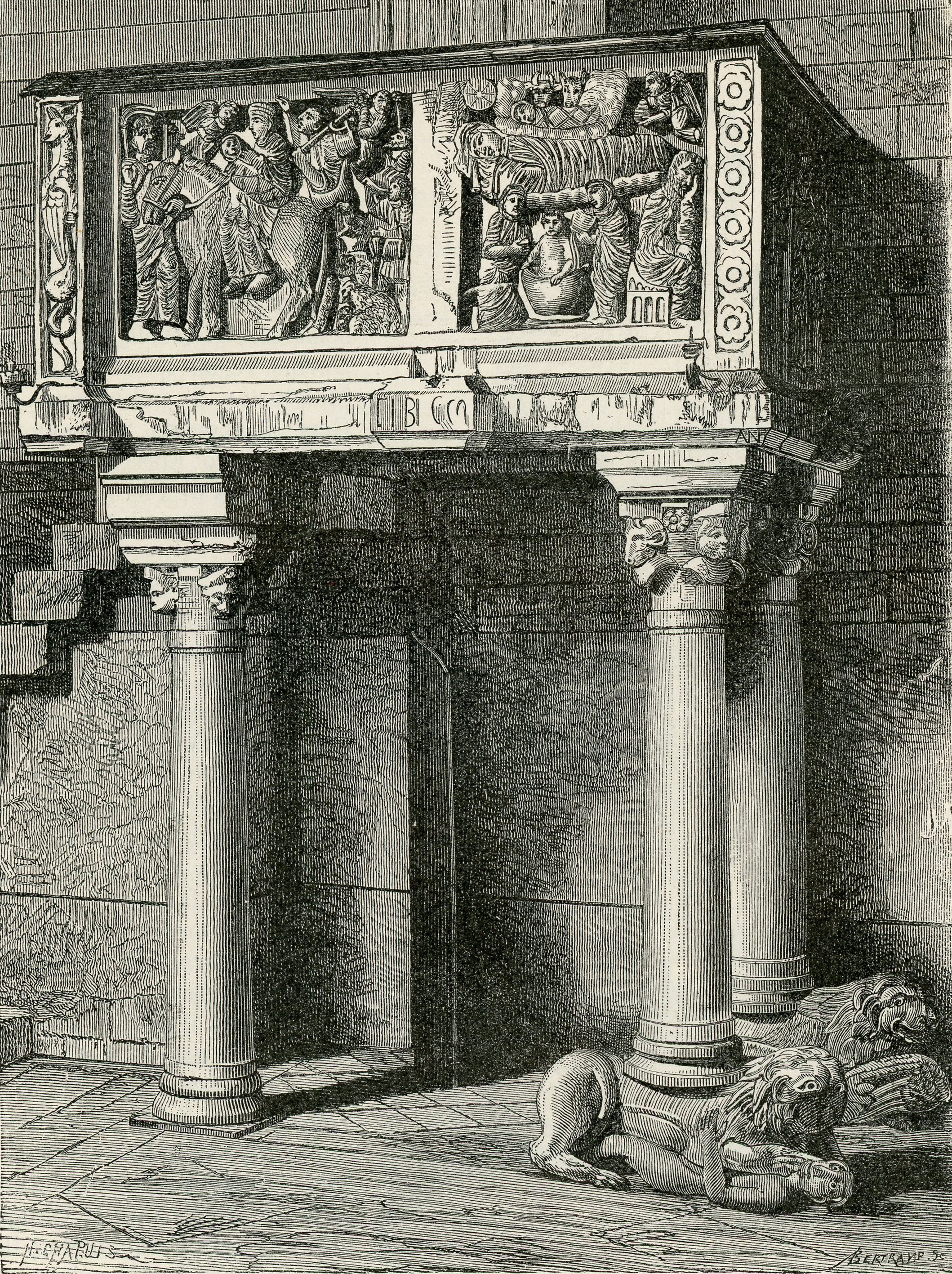
Pistoia pulpito nell Oratorio di San Michele in Groppoli

La pieve di San Michele a Groppoli è una pieve pistoiese del XII secolo dedicata a san Michele Arcangelo.
Il piccolo edificio romanico è situato su una collina che divide la valle del Vincio di Montagnana da quella della Stella entrambi affluenti dell'Ombrone.

## Storia
Ricordato come pieve nel XII secolo, passò nel 1474 alla congregazione degli Humiliati che la tennero sino alla soppressione dell'ordine maschile con bolla pontificia del 7 febbraio 1571, insieme alla chiesa degli Humiliati di Santa Maria Maddalena e convento della prepositura di Pistoia. Dopo vari passaggi, la pieve e la canonica, in data 29 gennaio 1711 venivano locate a Domenico di Antonio Dal Pino. La famiglia Dal Pino, discendeva da Jacopo di Pino, agrimensore, della Castellina, parenti e successori di Sante di Matteo Mochi quale affittuario della pieve, e i successori Dal Pino hanno tenuto la pieve e la canonica fino al 1980. Clementina Dal Pino Vannucci (1908–1980), con testamento olografo datato 8 ottobre 1980, nomina erede universale dei suoi beni Francesco Gurrieri sopraintendente ai monumenti di Pistoia al quale raccomanda in modo particolare San Michele "come l'hanno amato le generazioni dei miei predecessori".

## Descrizione
L'edificio, a unica navata con abside semicircolare, è costruito in conci squadrati di pietra alberese ed è coperto da capriate lignee. Aspetti peculiari del romanico pistoiese sono ravvisabili nell'abside e nella decorazione bicroma dell'archivolto della lunetta del portale e della bifora. All'interno si conserva un interessante pulpito datato 1193 e una statua della stessa epoca raffigurante san Michele Arcangelo; entrambe le opere sono attribuite a uno scultore dell'ambito di Biduino, attivo nel cantiere della cattedrale di Pisa.
Oltre al pulpito, con le formelle istoriate, e la statua di san Michele, è il fonte battesimale in pietra, datato 1280. Secondo Redi, la statua era "collocata al centro dell'area del triangolo del timpano di facciata, con la base poggiante sulla cornice inferiore di esso". Questo "brutto arcangelo" (Salmi), detto Agnolaccio, darà il nome alla ripida via che conduce alla pieve, oltre alla via di san Michele che scendeva nel Vincio, attualmente soppressa. Conclude il Redi nel suo studio: "Voglio richiamare l'attenzione dei Pistoiesi e degli enti preposti alla custodia e alla salvaguardia del patrimonio artistico locale e nazionale affinché un monumento come la Pieve di S.Michele in Groppoli non venga lasciato nell'abbandono e nell'ignoranza".

## Indicazioni per raggiungere il sito
Da Pistoia in Porta lucchese, prendere via Nazario Sauro in Porta Lucchese sino alla frazione di Pontelungo. Dopo il ponte sull'Ombrone, girare la prima a destra e continuare a dritto in via della Buca senza scavalcare il ponte sul Vincio di Montagnana. Al bivio, salire a sinistra per via del Merlo e girare la prima a destra, per via Acciaio e Agnolaccio, salendo sino alla pieve.